# Tecka

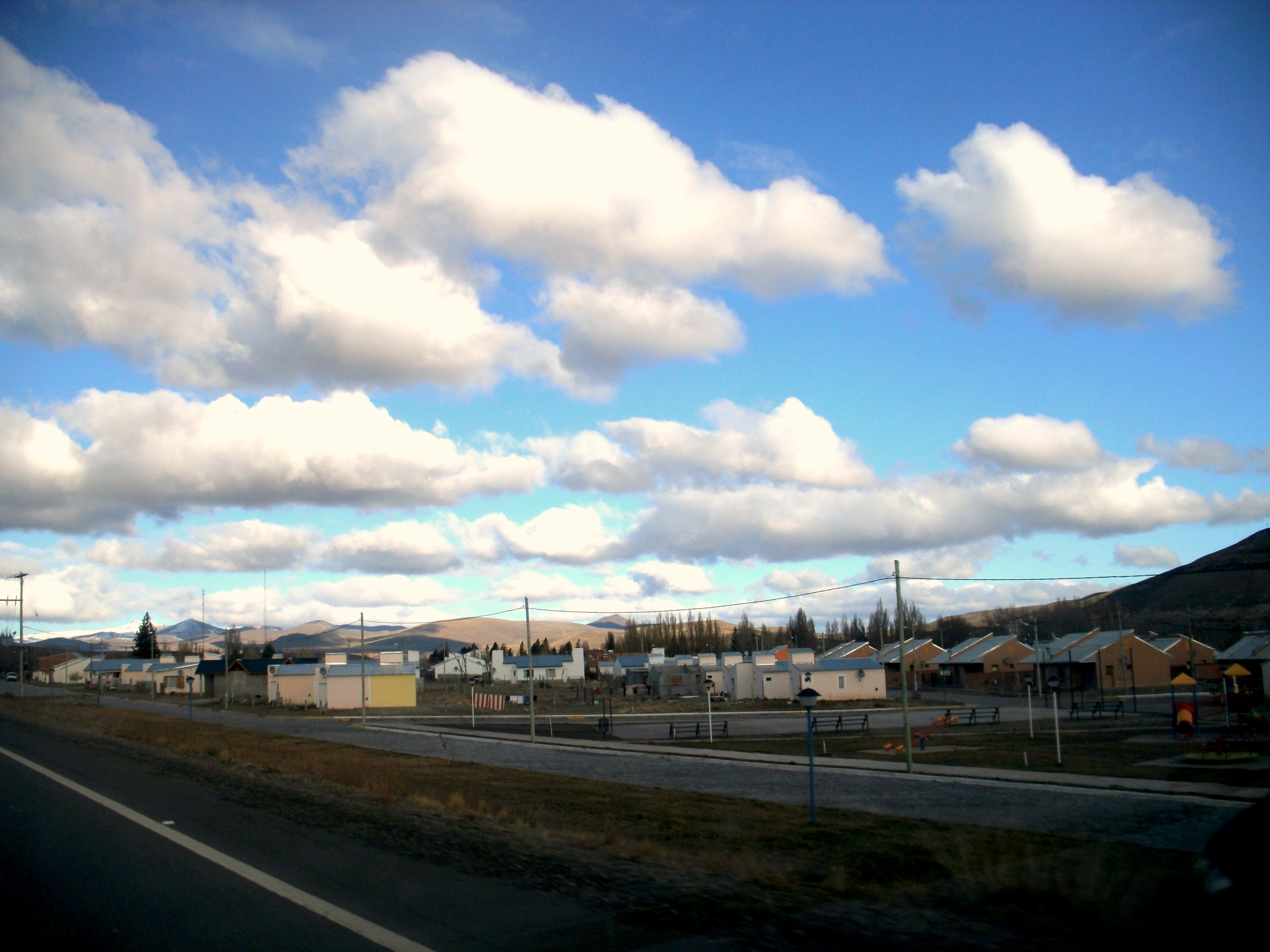
Geografía de la localidad

Tecka (en idioma galés: Hafn Lâs) es una localidad del oeste de la provincia del Chubut, en la Patagonia argentina, cabecera del Departamento Languiñeo, situada 100 km al sur de Esquel y a unos 500 km al oeste de Rawson por la Ruta Nacional 25.

## Historia

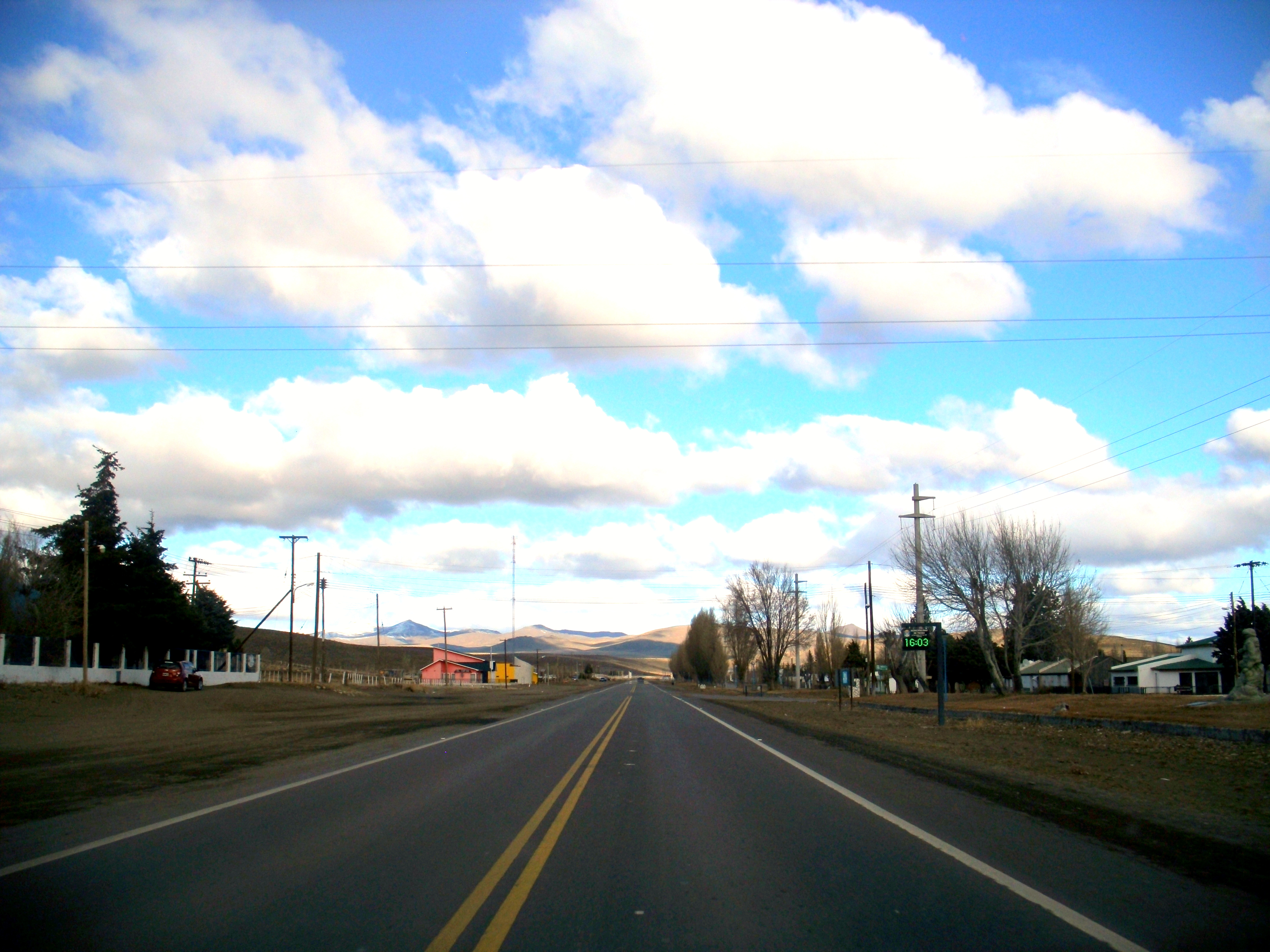
Viviendas del pueblo al costado de la Ruta 40

Tecka fue desde siempre asentamiento de invernada de los pueblos originarios nómades, especialmente tehuelches y luego una importante toldería mapuche. 
Uno de los principales sitios de interés es la tumba del cacique Inacayal (1835-1888), que falleció en  La Plata,  capturado y llevado como botín de guerra por el Perito Moreno luego de la Conquista del Desierto, y cuyos restos, que fueron exhibidos en una vitrina, serían devueltos muchos años después a su lugar de origen.

## Recursos económicos
La zona tiene actividad preponderantemente ganadera, con cría extensiva de ovinos, y pasturas para ganado vacuno. En las inmediaciones de la localidad existen estancias importantes.
La minería es una posibilidad cierta a futuro, con yacimientos prospectados de platino, oro, basaltos, piedras semi preciosas y rocas decorativas. No obstante la actividad minera arruinaría la vida en la zona y existe una gran oposición popular en toda la provincia para que esto no ocurra.
En el aspecto turístico, existe actividad de pesca continental en el Arroyo Pescado, cuenca del Río Tecka y lagunas aledañas. También se realizan cabalgatas y trekking. 
Cuenta con un hospital rural, comisaría, Juzgado de Paz, tres  establecimientos escolares, municipalidad, correo y un hotel de 20 camas. Hay además algunas cabañas y un predio para acampar con un SUM  instalado con cocina, amplio comedor, baños con duchas y predio para acampante con fogones, instalación eléctrica, agua, etcétera.

## Clima
La localidad posee un clima semiárido patagónico, con precipitaciones de 500 mm a 200 mm, decreciendo de este a oeste. La temperatura media anual es de 8 a 10 °C.

## Fauna y flora
El bosque que cubre la región se caracteriza por su discontinuidad, intercalando con los pastizales. Las especies predominantes son los ñires, lengas, coihues, guindos y canelos, con rosa mosqueta y caña colihue en el sotobosque.
La fauna característica la compone el guanaco, el puma, el jabalí, el zorro colorado y el zorro gris patagónico.

## Población
Cuenta con 912 habitantes (Indec, 2010), lo que representa un incremento del 29,5% frente a los 955 habitantes (Indec, 2001) del censo anterior. La población se compone de 463 varones y 453 mujeres, lo que arroja un índice de masculinidad del 108.95%. En tanto las viviendas pasaron de ser 234 a 453.En el censo 2022 la localidad mostró un estancamiento en su ritmo de crecimiento con 1251 habitantes y  580 viviendas.
| Gráfica de evolución demográfica de Tecka entre 1991 y 2022 |
|                                                             |
| Fuente: Censos nacionales del INDEC                         |